# Сметанина, Александра Трофимовна
Алекса́ндра Трофи́мовна Смета́нина (8 декабря 1919, Микварово, Вятская губерния — 25 мая 1993, Малмыж, Кировская область) — директор скотооткормочного совхоза «Калининский» Малмыжского района Кировской области, Герой Социалистического Труда.

## Биография
Родилась 8 декабря 1919 года в деревне Микварово (ныне — Кильмезского района Кировской области). Русская. Семья был многодетная и на Александру, как старшую из шести детей, падала самая большая нагрузка в домашнем хозяйстве. Отец — Трофим Тимофеевич Мальцев — работал агрономом. По стопам отца пошли и дети.
После школы окончила Савальский сельскохозяйственный техникум, работала зоотехником в Малмыжском районном земельном отделе. Ещё до войны она вышла замуж за своего однокурсника Георгия Васильевича Сметанина. Он погиб на фронте, и Александра Трофимовна осталась вдовой в возрасте 25 лет и одна воспитывала троих детей.
После войны А. Т. Сметанина работала главным зоотехником Рожкинского районного земельного отдела, директором районной колхозной школы. В 1949 году её, как способного организатора, направили председателем сельхозартели имени Мичурина; с 1955 года руководила укрупнённым колхозом имени Ленина с центром в селе Рожки. В 1956 году Рожкинский район был ликвидирован и вошёл в состав Малмыжского.
В те времена повсеместно шло укрупнение мелких хозяйств, осуществлялись концентрация и специализация сельскохозяйственного производства. В 1960 году в Малмыжском районе к небольшому откормочному Калининскому совхозу присоединили соседние хозяйства и было создано полноценное откормочное производство. Директором нового Калининского откормсовхоза была назначена А. Т. Сметанина. Не сразу, но постепенно дела здесь пошли в гору. А. Т. Сметанина прежде всего укрепила трудовую дисциплину, взялась за мелиорацию земель и строительство. Появились новые механизированные откормочные дворы. На плодородных поймах и полях урожаи зелёной массы кукурузы достигали 300 центнеров с гектара, резко повысилась урожайность зерновых культур; суточные привесы КРС на откорме достигали 1 кг на голову и более. Развивалось и молочное животноводство. Уже через три года совхоз окреп, стал зажиточным. Поднялась заработная плата, улучшились условия труда и быта. Обновились сёла и деревни, пополнились новосёлами. Хозяйство стало занимать передовые позиции в районе по всем показателям. И это за каких-то три года.
Указом Президиума Верховного Совета СССР от 22 марта 1966 года за достигнутые успехи в развитии животноводства, увеличении производства и заготовок мяса, молока, яиц, шерсти и другой продукции Сметаниной Александре Трофимовне присвоено звание Героя Социалистического Труда с вручением ордена Ленина и золотой медали «Серп и Молот».
Десять напряжённых лет плодотворно работала в Калининском совхозе А. Т. Сметанина. В 1970 году стала начальником Малмыжского районного управления сельского хозяйства.
С 1975 года на пенсии; жила в городе Малмыж. Скончалась 25 мая 1993 года.
Награждена орденами Ленина, Октябрьской Революции, медалями.